# Quaestores Parricidii
Los Cuestores del parricidio fueron funcionarios públicos de Roma establecidos para hacer pesquisas sobre todos los crímenes capitales; no eran jueces, como han pretendido Godefroy y algunos autores modernos, y por lo mismo la ley que los instituía no decía qui judi cent sino qui quserant; con respecto a la palabra parricidio de que se sirve la ley, no debe entenderse solamente los que habían matado a sus padres, sino también de los que habían asesinado а cualquiera otra persona, pues, según observa Pricíano, la palabra parricidium no procede tanto de a parente como de a parí, de suerte que este término se aplicaba a toda clase de homicidios; vemos confirmado todo esto en una ley de Numa Pompilio concebida en los siguientes términos: si quis hominem líberum sciens morti duit parricida estod, todo lo cual prueba que la palabra parricidium se entendía de todos los asesinatos que se cometían en la persona de cualquier hombre, con tal que fuese libre; se llamaron además cuestores parricidas para distinguirse de los cuestores que recogían las contribuciones públicas y que por esta razón se llamaban quæstores ærarii; los cuestores del parricidio fueron instituidos por la ley de las Doce Tablas; antes, siempre que se trataba de decidir sobre algún asunto capital, se nombraba un oficial, que por esta vez solamente debía hacer las informaciones; este oficial era generalmente uno de los cónsules en ejercicio.